# 密西根州州徽
密歇根州大州徽（英語：Great Seal of the State of Michigan）是美國密西根州的州徽章。它淺藍色的背景上繪製有密歇根州的纹章。在深藍色的盾牌上，太陽在湖和半島上升起，一個手舉著長槍的男人代表和平與捍衛權利的能力。麋鹿和駝鹿是密歇根州的象徵，而白頭海鵰代表美國。
設計中有三個拉丁語格言，從上到下分別是：
1. 紅絲帶上：，“合眾為一”，美國的國家格言
2. 在藍色盾牌上：，“我會捍衛”[1]。
3. 在白絲帶上：，“如果你要尋找一個宜人的半島，請環顧四周”。這是密歇根的官方座右銘，它於1835年被採用。該格言據說是來自對倫敦聖保羅大教堂的建築師克里斯托弗·雷恩的紀念獻詞改編而來。原文是（拉丁文：“如果你要尋找他的紀念碑，請環顧四周”）。

該徽章於1835年6月22日通過。

## 密西根州紋章
密歇根州的紋章在法律上與1835年的大州徽不同，但同時被採用。立法機關在1911年通過了現行的《徽章法》（MCL 2.21）。紋章與州徽圖案一致，但是沒有周圍一圈的刻印文字：“The Great Seal of the State of Michigan, A.D. MDCCCXXXV”。與大印章不同，徽章可以印在沒有設計、文字以及與廣告不相關的的文件、文具或裝飾品上（MCL 750.247）。但是，不當展示和展覽徽章的人將被視為輕罪（MCL 750.245）。

## 密西根州政府章

密西根州州長章
密西根州州務卿章
密西根州檢察長章
密西根州財務官章

## 另見
- 密歇根州州旗

## 外部連結
- Blazon of the coat of arms （页面存档备份，存于）
- Michigan Secretary of State: History of the Great Seal （页面存档备份，存于）